# Palaeogeron vetustus
Palaeogeron
Genre
Espèce
Palaeogeron vetustus, unique représentant du genre fossile Palaeogeron, est une espèce fossile d'insectes diptères de la famille des Bombyliidae.

## Classification
L'espèce Paleogeron vetustus et le genre Palaeogeron sont décrits respectivement en 1915 et 1914 par le paléontologue belge Fernand Meunier (1868-1926),.

### Confirmation genre
Le genre Palaeogeron est confirmé par les entomologistes américain Neal Luit Evenhuis et britannique David Greathead (d) en 1999,.

## Description
Le paléontologue français Nicolas Théobald (1903-1981) cite en 1937 cette espèce aux pages 287 et 349 de sa thèse , en comparant avec les genres Geron et Dischistus.

## Galerie
- Quelques espèces vivantes du genre Geron.
- Geron argentifrons.
- Geron sp.
- Geron sp.

### Publication originale
- Fernand Meunier, Nouvelles recherches sur quelques Insectes du Sannoisien d'Aix-en-Provence, vol. 14, coll. « Bulletin de la Société Géologique de France, Quatrième Série », 1914, 187-198 p.